# 恐懼症
恐懼症（phobia）属于一种焦虑障碍，發病者以有悖情理的持续性惧怕某些事物、情境、场景为主要特点。患者明知恐惧的对象对自身没有真正严重的威胁，也知道这种恐惧反应是不合理的、没有必要的，但仍不能自我防止和控制恐惧的发作。
恐懼症的典型症狀是快速發作的懼怕現象，並持續超過六個月以上。患者將竭盡全力避免懼怕情境發生或避免接触惧怕的事物，而患者的避免行為，往往大於實際遇到懼怕情境的可能性。因此，如果懼怕之情境無可避免，患者將感受到強烈負面壓力。對於血液或受傷有恐懼症的患者，昏厥是可能發生的。廣場恐懼症與恐慌發作經常有所關聯。恐懼症患者通常對多種事物或情境都會產生懼怕。
恐懼症可大致分為特殊恐懼症、社交恐懼症及廣場恐懼症。特殊恐懼症的懼怕類型包含：動物類、自然環境類、血液或受傷類及特定情境類，最常見的懼怕類型如：蜘蛛恐懼症、恐蛇症和懼高症等，某些案例中，患者罹病是由懼怕事物的負面經驗所觸發。社交恐懼症則常見於患者懼怕他人對自己的評價與判斷。廣場恐懼症常見於患者懼怕有許多人的公共場合，擔心無法逃避或躲藏。
特殊恐懼症可由暴露疗法進行治療，且須治療至恐懼解除；對於此類恐懼症，藥物療效不彰。社交恐懼症及廣場恐懼症則經常透過心理治療與藥物聯合治療。藥物的使用包括抗憂鬱藥、苯二氮䓬類藥物或β受體阻斷藥。
特殊恐懼症每年約影響西方國家 6~8%的人口，在亞洲、非洲跟拉丁美洲則每年約有2~4% 罹患特殊恐懼症，社交恐懼症約影響 7% 美國人及世界其他地區人口中的 0.5~2.5% ，廣場恐懼症約影響 1.7% 的人。女性患者約為男性的兩倍，典型發病年齡大約為 10~17 歲，隨著年齡增長，患者比例下降，恐懼症患者有較高的自殺風險。

## 成因
面對生活或精神上的壓力，或在少年時期有不愉快的經歷，以致對某些場合或事物非常恐慌，便有機會患上恐懼症。
一项对老鼠的实验则发现，恐惧记忆会使DNA发生化学改变并遗传给后代，使后代对某种事物产生天生的恐惧感 。

## 病徵
- 有明顯的身體狀，計有[9]
  - 流汗
  - 顫抖
  - 忽冷忽熱
  - 心跳加速
  - 呼吸困難
  - 手腳麻痺或無知覺
  - 作悶作嘔或胃部不適
  - 頭昏眼花或昏倒
- 其他非身體徵狀[9]：
  - 思維不清晰，感覺不真實，抽離或虛幻
  - 窒息感 （並非不能呼吸或呼吸困難，而是感到好像窒息一般）
  - 害怕將會死去
  - 害怕失去控制
  - 失去理智
- 對恐懼的事物和情境極力迴避
- 患者不能控制這種恐懼

- 当然，轻微恐惧症的患者不会有太明显的症状

## 治療
治療有兩方面：
- 服藥：透過用藥控制內分泌水平；若恐懼症伴隨抑鬱症，則可能需要服用抗抑鬱藥。
- 認知行為治療：透過系統減敏法有系統的讓患者直接或間接接觸恐懼物，進行系統性的反應刺激以及鬆弛練習，來達到的控制恐懼的效果；抑或是採取或洪水法，給予患者大量刺激，直接破除病人對恐怖、焦慮刺激的錯誤認知。
- 森田疗法：目前学术界普遍认为，森田疗法治疗恐惧症具有良好的效果。其主张：不问症状，不问过去，要求患者行动转变性格，照健康人那样行动，遵循现实原则，不去追究过去的生活经历，而是引导患者把注意力放在当前。对一切情绪思维等症状顺其自然，彻底接受不拮抗不交互。这样恐惧性情绪不用我们主观压抑就会大大缓解。[來源請求]

## 概要
- 廣場恐懼症

恐懼症中最常見的一種，主要表現為害怕離家外出、害怕獨處、害怕離家以後處於無助狀況了不能立即離開該場所。男女比例為1：2。
- 社交恐懼症

主要表現為害怕處於眾目睽睽的場合。女性患者稍為多於男性。
- 特定恐懼症

主要是對某些特殊物體、情境或活動的害怕，如動物、尖銳物品、乘飛機等。男女比例因所恐懼的物體而異。

## 類別
- 恐飛症：Pteromerhanophobia
- 恐高症：Acrophobia
- 幽閉恐懼症：Claustrophobia
- 黑暗恐懼症：Nyctophobia
- 廣場恐懼症：Agoraphobia
- 社交恐懼症：Sociophobia
- 學校恐懼症：Schoolphobia
- 男性恐懼症：Androphobia
- 女性恐懼症：Gynophobia
- 蜘蛛恐懼症：Arachnophobia
- 同性戀恐懼症：Homophobia
- 密集恐懼症：Trypophobia
- 餘光恐懼症：Cornerphobia
- 特定恐懼症：Specific Phobia
- 考試前恐懼症：Examination Phobia
- 蘋果恐懼症：Apple Phobia
- 疾病恐懼症：Illness Phobia
- 化學恐懼症[10]

## 外部連結
- 中華民國生活調適愛心會 （页面存档备份，存于）
- 恐慌症透過NLP治療 （页面存档备份，存于）